# Löwenbräu Buttenheim
Löwenbräu Buttenheim ist eine Brauerei im oberfränkischen Buttenheim, Bayern.
Die Brauerei wurde 1880 gegründet, seitdem ist die Brauerei in Familienbesitz. Jährlich werden 10.000 Hektoliter Bier gebraut und 5.500 Hektoliter alkoholfreie Getränke hergestellt. Dauerhaft im Sortiment sind folgende Biere vertreten: Lagerbier, Helles, Pils, „Bartholomäus Fest-Märzen“ und leichtes Kellerbier. Saisonal angeboten wird ab Ende Juli ein „Annafest-Bier“ sowie ab Mitte November ein Bockbier und ein „Weihnachtsfestbier“.